# Салск
Салск (на руски: Сальск) е град в Русия, административен център на Салски район, Ростовска област. Населението му към 1 януари 2018 година е 57 622 души.